# Charles Christopher Fowkes
Charles Christopher Fowkes, britanski general, * 1894, † 1966.